# Porphyrospiza carbonaria
A Porphyrospiza carbonaria a madarak osztályának verébalakúak (Passeriformes) rendjébe és a tangarafélék (Thraupidae) családjába tartozó  faj.

## Rendszerezése
A fajt Frédéric de Lafresnaye és Alcide d’Orbigny írták le 1837-ben, az Emberiza nembe Emberiza carbonaria néven. Egyes szervezetek a Rhopospina nembe sorolják Rhopospina carbonaria néven. Sorolták a Phrygilus nembe Phrygilus carbonarius néven és a Corydospiza nembe Corydospiza carbonaria néven is.

## Előfordulása
Dél-Amerikában, Argentína területén honos. Természetes élőhelyei a mérsékelt övi, szubtrópusi és trópusi gyepek és cserjések. Vonuló faj.

## Megjelenése
Testhossza 14 centiméter.

## Természetvédelmi helyzete
Az elterjedési területe nagyon nagy, egyedszáma pedig stabil. A Természetvédelmi Világszövetség Vörös listáján nem fenyegetett fajként szerepel.